# Alpinia arctiflora
Alpinia arctiflora là một loài thực vật có hoa trong họ Gừng. Loài này được (F.Muell.) Benth. mô tả khoa học đầu tiên năm 1873.